# Phenacorhamdia taphorni
Phenacorhamdia taphorni är en fiskart som beskrevs av Donascimiento och Milani 2008. Phenacorhamdia taphorni ingår i släktet Phenacorhamdia och familjen Heptapteridae. Inga underarter finns listade i Catalogue of Life.